# Veiros (Estremoz)
Veiros é uma vila e freguesia do município de Estremoz, Portugal. A freguesia tem 39,72 km² de área e 857 habitantes (censo de 2021), tendo por isso uma densidade populacional de 21,6 hab./km².

## Demografia
Nota: Nos anos de 1878 e 1890 pertencia ao concelho de Monforte. Passou para o atual concelho de Estremoz por decreto de 26 de setembro de 1895.
A população registada nos censos foi:
| Distribuição da População por Grupos Etários | Distribuição da População por Grupos Etários | Distribuição da População por Grupos Etários | Distribuição da População por Grupos Etários | Distribuição da População por Grupos Etários |
| -------------------------------------------- | -------------------------------------------- | -------------------------------------------- | -------------------------------------------- | -------------------------------------------- |
| Ano                                          | 0-14 Anos                                    | 15-24 Anos                                   | 25-64 Anos                                   | > 65 Anos                                    |
| 2001                                         | 150                                          | 136                                          | 538                                          | 409                                          |
| 2011                                         | 92                                           | 92                                           | 472                                          | 380                                          |
| 2021                                         | 87                                           | 73                                           | 408                                          | 289                                          |

## História
A atual vila de Veiros nasceu de um antigo castro, que teve, até ao século I d.C., uma breve ocupação romana. Foram encontrados diversos vestígios arqueológicos da época da romanização, existindo Veiros como povoação desde, pelo menos, o século V. Em 1217, foi conquistada por D. Afonso II de Portugal aos Almóadas - que eram os senhores da Taifa de Badajoz do Algarbe Alandalus - e anexada ao Reino de Portugal. Foi então repovoada e integrada numa comenda da Ordem de Avis.
Foi vila independente, em 1258, recebendo foral de D. Afonso III. A 2 de novembro de 1510, recebe novo foral, de D. Manuel I.
Foi pertença da Casa de Bragança, facto assinalado no seu atual brasão de armas, aqui nascendo o seu primeiro duque, D. Afonso I de Bragança, filho de D. João, mestre de Avis (futuro rei D. João I de Portugal) e de Inês Pires.  
Foi vila sede de concelho entre 1510 e 1855. Nesse ano, o concelho foi extinto, sendo Veiros, como freguesia, integrada no concelho de Fronteira. A freguesia foi seguidamente transferida para o concelho de Monforte e, finalmente, para o de Estremoz, onde hoje se enquadra. O antigo concelho de Veiros era constituído pelas freguesias de Almuro, Santo Amaro e Veiros. Tinha, em 1801, 1321 habitantes. Após as reformas administrativas do início do liberalismo foram-lhe anexadas as freguesias de Santo Aleixo e São Bento de Ana Loura. Tinha, em 1849, 2456 habitantes.

## Património
- Igreja Matriz de Veiros ou Igreja de São Salvador (Veiros)
- Castelo de Veiros
- Pelourinho de Veiros